# ارتقاء عضوي للنوع والفرد
الارتقاء العضوي للفرد والارتقاء العضوي للنوع (بالإنجليزية: Ontogenesis and Phylogenesis)‏ اصطلاحان ادخلهما هيكيل (1866) للدلالة على التطور التاريخي النوعي والفردي للكائنات العضوية. وارتقاء النوع وارتقاء الفرد في الطبيعة العضوية مرتبطان ارتباطا لا ينفصم وبينهما علاقة شرطية متبادلة. وارتقاء الفرد هو نتيجة للتطور التاريخي أي نتيجة لارتقاء النوع. ومن ناحية أخرى فإن ارتقاء النوع يقوم على أساس التغيرات الفردية أي على أساس ارتقاء الفرد. ويعكس هذا التفاعل وحدة الجزء (الفرد) والكل (الجنس) والخاص (الكلي) ويعكس جدل عملية التطور شبه الحلزونية التي في كل مرحلة منها تتكرر الطفرات الكيفية التي تمت في المراحل السابقة. وقد قدم داروين فكرة وحدة الارتقاء النوعي والارتقاء الفردي وطورها هيكيل وميتشورين وغيرهما.